# قانون هنری

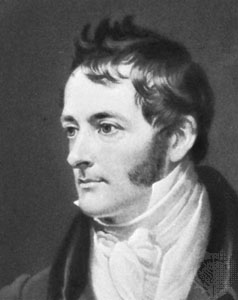
ویلیام هنری ، کسی که این قانون به افتخار او نام‌گذاری شده

قانون هنری (به انگلیسی: Henry's law) که به افتخار ویلیام هنری نام‌گذاری شده‌است به مقدار گازی که در حجم معینی از یک مایع در دمای ثابت حل شود گفته می‌شود. این مقدار با فشار جزئی گاز روی مایع متناسب است که عامل این تناسب ثابت قانون هنری نامیده می‌شود. این قانون توسط شیمیست انگلیسی ویلیام هنری که در اوایل قرن نوزدهم مورد مطالعه قرار گرفت فرموله شد. او در نشریه خود در مورد مقدار گازهای جذب شده توسط آب، نتایج آزمایش هایش را شرح داد. شرط پیروی از این قانون آن است که میان گاز و مایع واکنش شیمیایی رخ ندهد.

## فرمول و ثابت هنری
{\displaystyle e^{p\,}=e^{kc\,}\,}
که در آن e پایه لگاریتم طبیعی (یا همان عدد نپر)
p فشار محلول
c غلظت محلول
k ثابت هنری است
که با برداشتن پایه می‌رسیم به
{\displaystyle p=kc\,}
چند ثابت هنری برای اجسام مختلف
اکسیژن (O2): 769.2 L·atm/mol      
دی‌اکسید کربن (CO2): 29.4 L·atm/mol      
هیدروژن (H2): 1282.1 L·atm/mol    

## درآمدی بر قانون هنری
الگو:(توضیحات کوتاه) رابطه حلالیت تعادل یک گاز در یک مایع به فشار جزئی آن در مرحله تماس گاز بستگی دارد.
```
در 
شیمی
، قانون هنری، 
قانون گاز
 است که بیان می کند که مقدار گاز حل شده در مایع متناسب با فشار جزئی آن در بالای مایع است.  عامل تناسب این قانون، ثابت هنری است.  این ثابت توسط شیمیدان انگلیسی 
ویلیام هنری
 که در اوایل قرن نوزدهم مورد مطالعه قرار گرفت، فرمول‌بندی شد. وی در انتشار نتایج حاصل از آزمایش‌ها خود در مورد تعداد گازهای جذب شده توسط آب، اینگونه شرح داد:
```

```
«...» آب از گاز با یک، دو یا چند اتمسفر اضافی تشکیل شده است، مقداری که به طور معمول فشرده می شود مساوی با دو برابر، سه برابر و یا غیره است.  حجم جذب شده تحت فشار معمول جو. 
 '
```